# Cheilotrichia (Empeda) nigristyla
Cheilotrichia (Empeda) nigristyla is een tweevleugelige uit de familie steltmuggen (Limoniidae). De soort komt voor in het Oriëntaals gebied.